# Kirche der Gottesmutter-Ikone „Lindere mein Leid“ (Saratow)

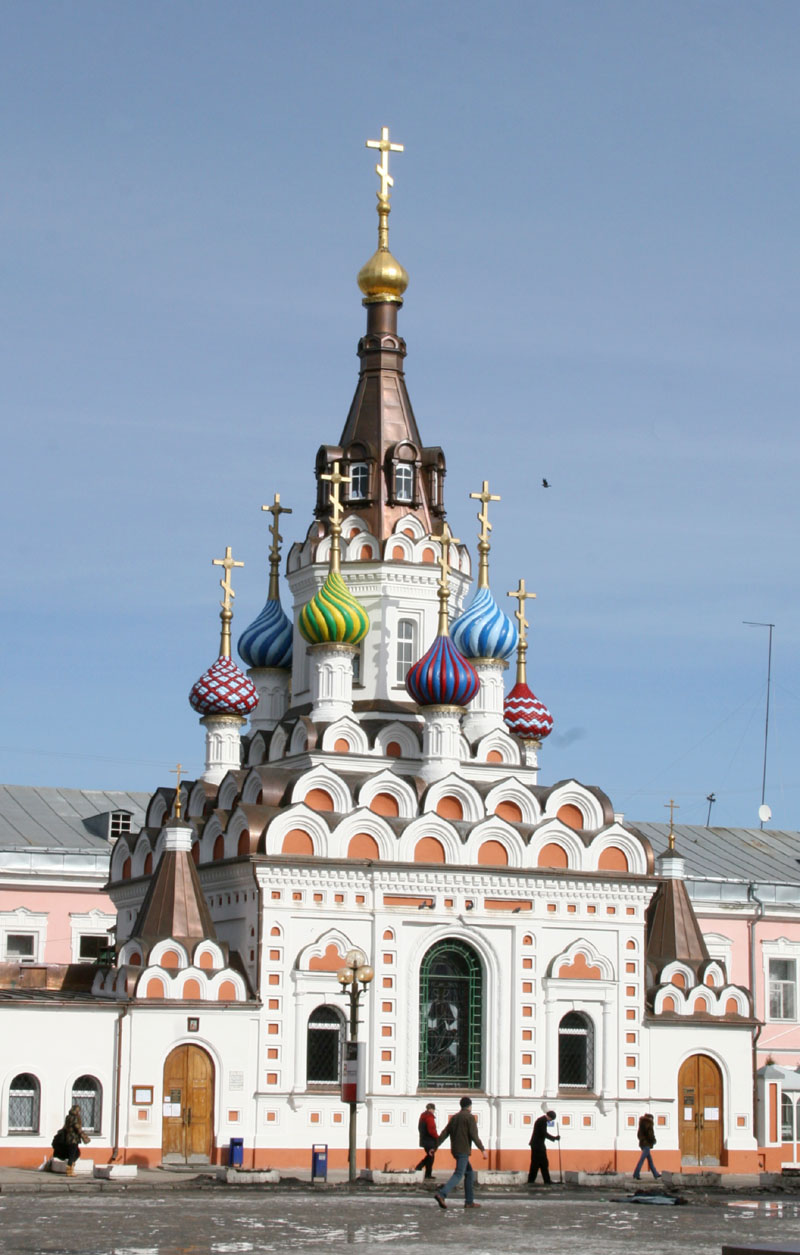
Die Kirche der Gottesmutter-Ikone „Lindere mein Leid“ in Saratow

Die Kirche der Gottesmutter-Ikone „Lindere mein Leid“ (russisch Храм в честь иконы Божией Матери „Утоли моя печали“) ist eine russisch-orthodoxe Kirche in der Stadt Saratow in Russland. Erbaut wurde die Kirche von 1904 bis 1906 im Zentrum der Stadt beim Haus des Bischofs von Saratow und Wolsk.

## Geschichte

### Von der Weihe bis zur Rückgabe an die Kirche
Die Kirche der Gottesmutter-Ikone „Lindere mein Leid“ wurde in Auftrag gegeben vom damaligen Bischof Hermogenes. Mit dem Bau der von Pjotr Mitrofanowitsch Sybin entworfenen Kirche wurde 1903 oder 1904 begonnen. Fertiggestellt wurde sie bereits zwei Jahre später 1906.
Am 28. Januar 1930 wurde die Kirche auf Beschluss der sowjetischen Regionalverwaltung geschlossen. Sie blieb jedoch – im Gegensatz zu den meisten anderen Kirchen in Russland – fast in ihrer ursprünglichen Form erhalten. Am 23. Mai 1948 wurde in dem Kirchengebäude das Planetarium der Stadt eröffnet.
In den 1960er Jahren wurden auf Veranlassung der Kommunistischen Partei der Sowjetunion an allen Kirchen und Kapellen in Saratow die Kreuze entfernt. Bischof Pimen trat schließlich 1965 mit der Bitte an die Stadtverwaltung von Saratow heran, die Kirche der Gottesmutter-Ikone „Lindere mein Leid“ auf Kosten der Diözese zu renovieren. Dies wurde jedoch abgelehnt, da man sich entschlossen hatte, das Planetarium selbst zu renovieren. Außerdem wurden wieder Kreuze auf den Kuppeln angebracht.

### Seit den 1990er Jahren
Im Jahr 1990 wurde sie der Russisch-Orthodoxen Kirche zurückgegeben. Im selben Jahr wurde nebenan eine kleine Kapelle gebaut, die dem heiligen Sergius von Radonesch geweiht wurde.
2004 begann die Renovierung der Kirche, vor allem in Innenraum. Nachdem die Kirche eine Ikonostase im altrussischen Stil gefunden hatte, wurde sie im Inneren anstatt des Rednerpultes aufgestellt. Von 2005 bis 2006 wurde ein Nebenaltar angebracht. Darüber hinaus wurde die gewölbte Decke rekonstruiert und ein neues Taufbecken aufgestellt.  
Von 2006 bis 2008 wurde das äußere Erscheinungsbild wiederhergestellt.

## Architektur

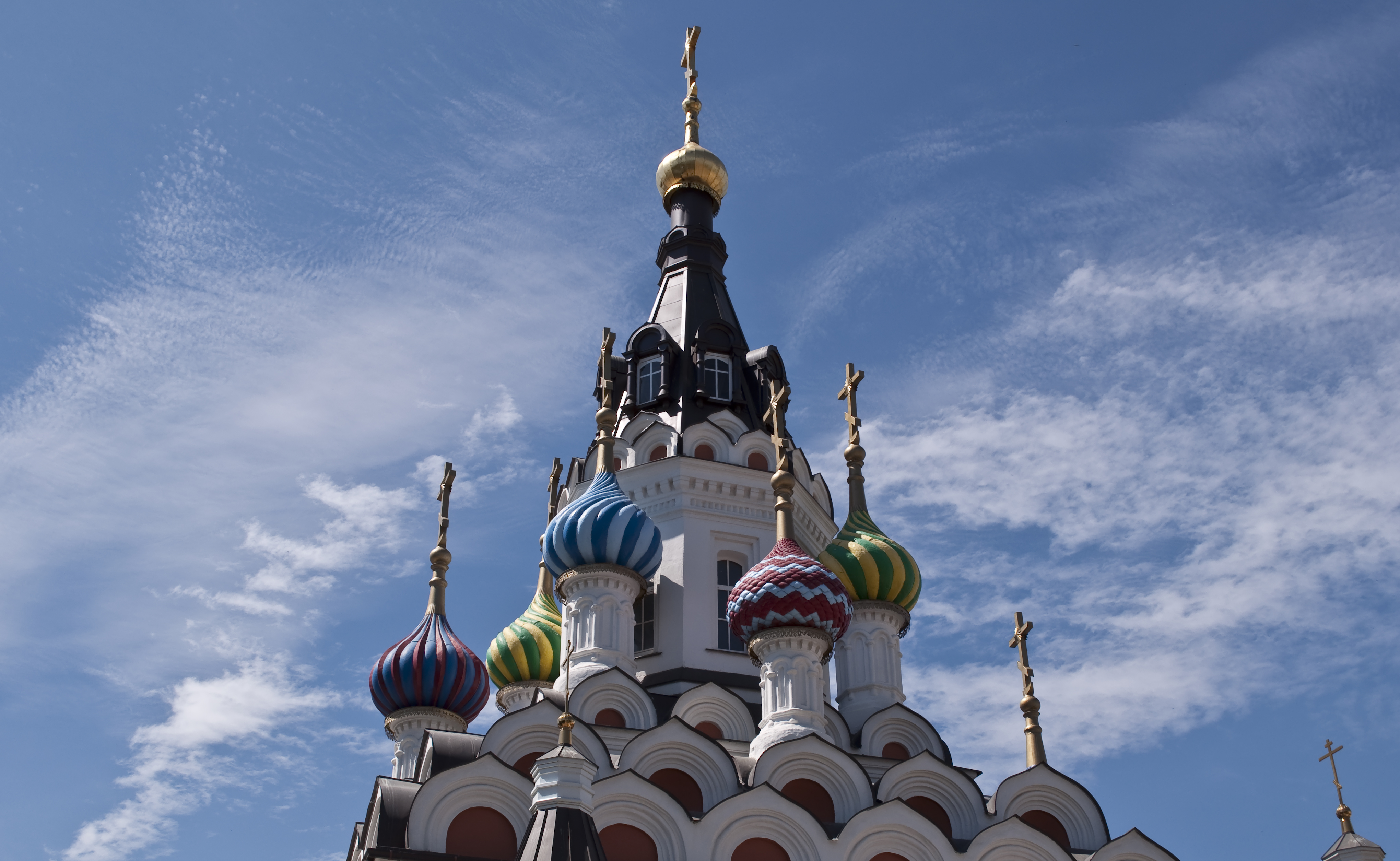
Die Kuppeln der Kirche

Entworfen wurde sie von Pjotr Mitrofanowitsch Sybin in Anlehnung an die Moskauer Basilius-Kathedrale. Die Kathedrale hat acht kleine Kuppeln, jede davon unterscheidet sich in Aussehen und Farbgebung von den anderen. Sie sind symmetrisch um den Turm angeordnet.